# Ивил офис
Ивил офис (енгл. Evil Office) је независна издавачка кућа, чији су оснивачи дански бенд Мју (енгл. Mew). Основали су је 1996, након израженог незадовољства тадашњим стањем на данској музичкој сцени.